# Nunataki Bol'shie Kamni
Nunataki Bol'shie Kamni är en nunatak i Antarktis. Den ligger i Östantarktis. Australien gör anspråk på området. Toppen på Nunataki Bol'shie Kamni är 1 470 meter över havet.
Terrängen runt Nunataki Bol'shie Kamni är huvudsakligen lite kuperad. Trakten är obefolkad. Det finns inga samhällen i närheten.